# Marie của Pháp, Công tước phu nhân xứ Bar
Marie của Pháp (18 tháng 9 năm 1344 - 15 tháng 10 năm 1404) là con thứ sáu và là con gái thứ ba của Jean II của Pháp và Jutta của Bohemia.

## Hôn nhân và hậu duệ
Năm 1364, Marie kết hôn với Robert I, Công tước xứ Bar. Marie có một thư viện rộng lớn và có các tác phẩm về nhiều chủ đề khác nhau. Bà đọc những câu chuyện tình lãng mạn và thơ ca, nhưng cũng viết về lịch sử và thần học. Jean d'Arras dành tặng tác phẩm Roman de Mélusine của mình cho Marie.
Marie và Robert I có 11 hậu duệ:
- Charles xứ Bar (mất năm 1392)
- Henry xứ Bar (mất tháng 10 năm 1397 tại Treviso, Italy, vì bệnh dịch). Kết hôn với Marie xứ Coucy, Nữ bá tước Soissons
- Philippe xứ Bar (mất 25 tháng 9 năm 1396), bị giết trong trận Trận Nicopolis.
- Edward III, Công tước xứ Bar (mất 25 tháng 10 năm 1415), bị giết trong trận Agincourt
- John xứ Bar (mất ngày 25 tháng 10 năm 1415), bị giết trong trận Agincourt.
- Louis, Công tước xứ Bar (mất năm 1431). Giám mục của Verdun và giám mục của Chalon, sau này là Hồng y. Ông không có con và người thừa kế được chỉ định và người kế vị cuối cùng của ông là René I của Napoli.
- Marie xứ Bar, kết hôn với William II, Hầu tước xứ Namur vào năm 1384.
- Yolande xứ Bar (khoảng 1365 - 1431), kết hôn với John I của Aragon vào năm 1384.
- Bonne xứ Bar, kết hôn với Waleran III xứ Luxembourg, Bá tước Ligny vào năm 1393
- Joanna xứ Bar (mất 15 tháng 1 năm 1402), kết hôn với Theodore II, Hầu tước Montferrat năm 1393
- Yolande trẻ xứ Bar, được đặt theo tên của chị gái vì những lý do không chắc chắn, đã kết hôn với Adolf, Công tước của Jülich-Berg.